# Messe Freiburg

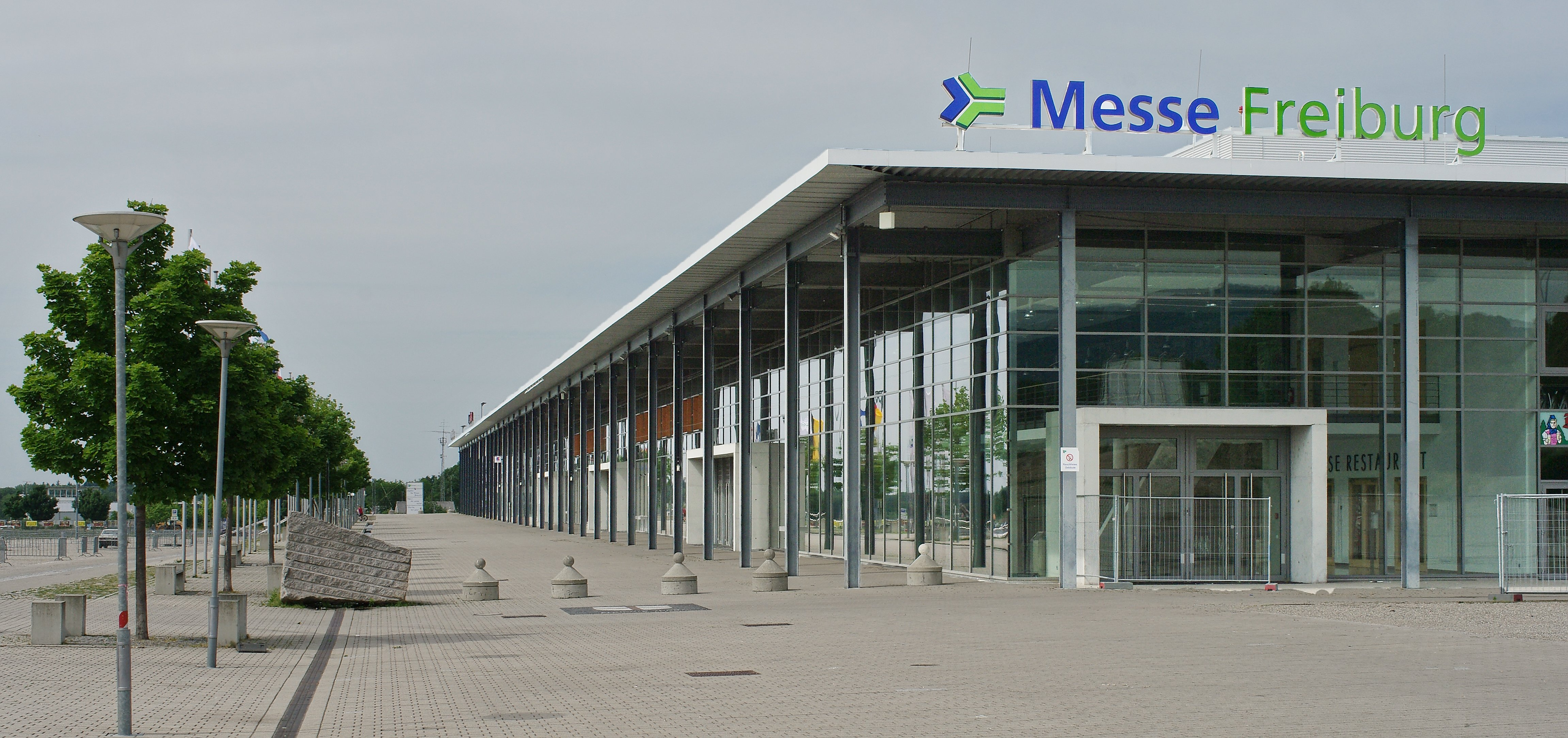
Die Ausstellungshallen der Messe in Freiburg

Die Messe Freiburg ist ein großes Ausstellungs- und Veranstaltungsgelände in Freiburg im Breisgau; die zuletzt errichtete Halle IV heißt von 2017 bis 2027 nach ihrem Namens-Sponsor Sick-Arena.

## Geschichte

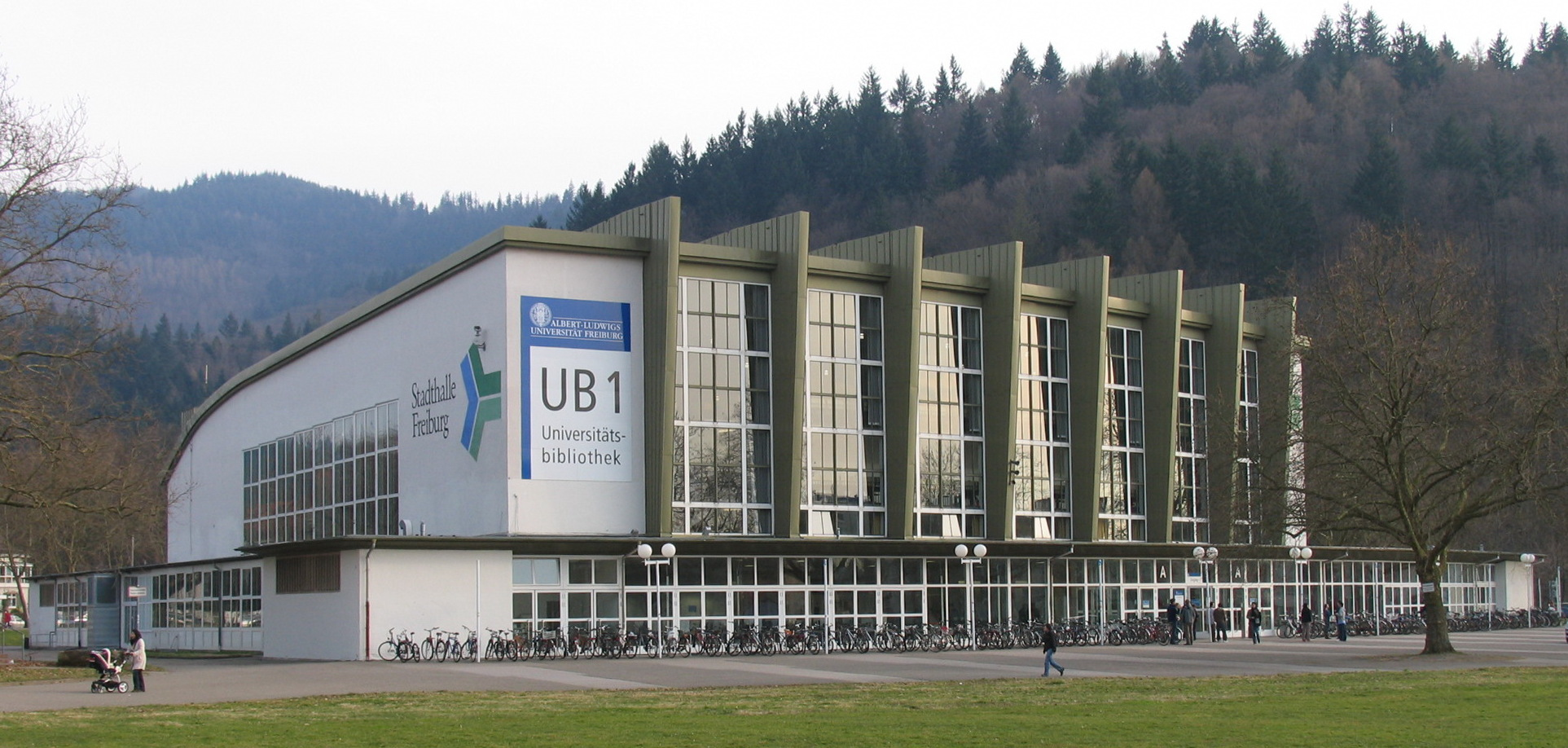
Freiburger Stadthalle, hier als Ausweichquartier der Universitätsbibliothek

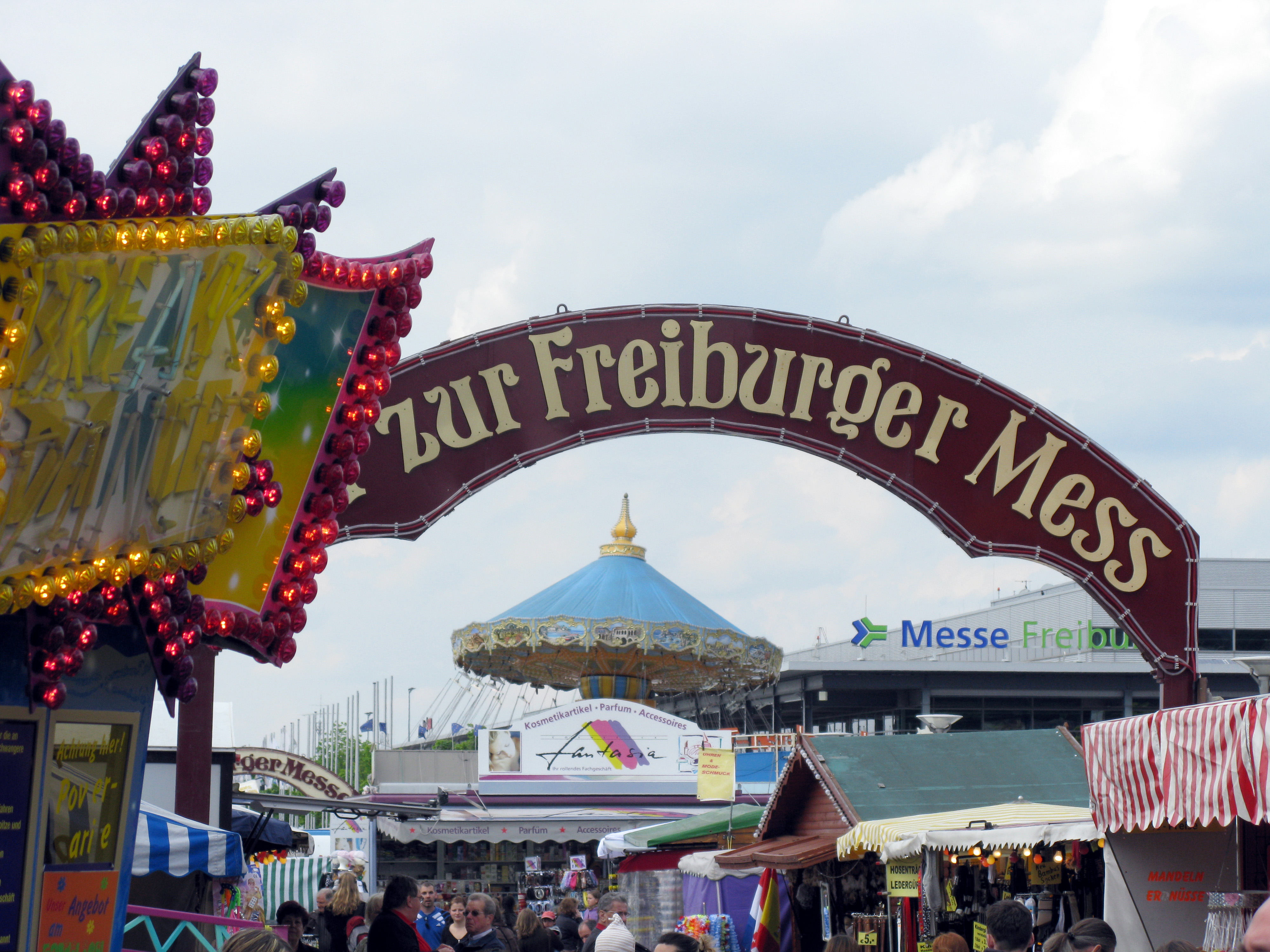
Freiburger Frühjahrsmess 2010

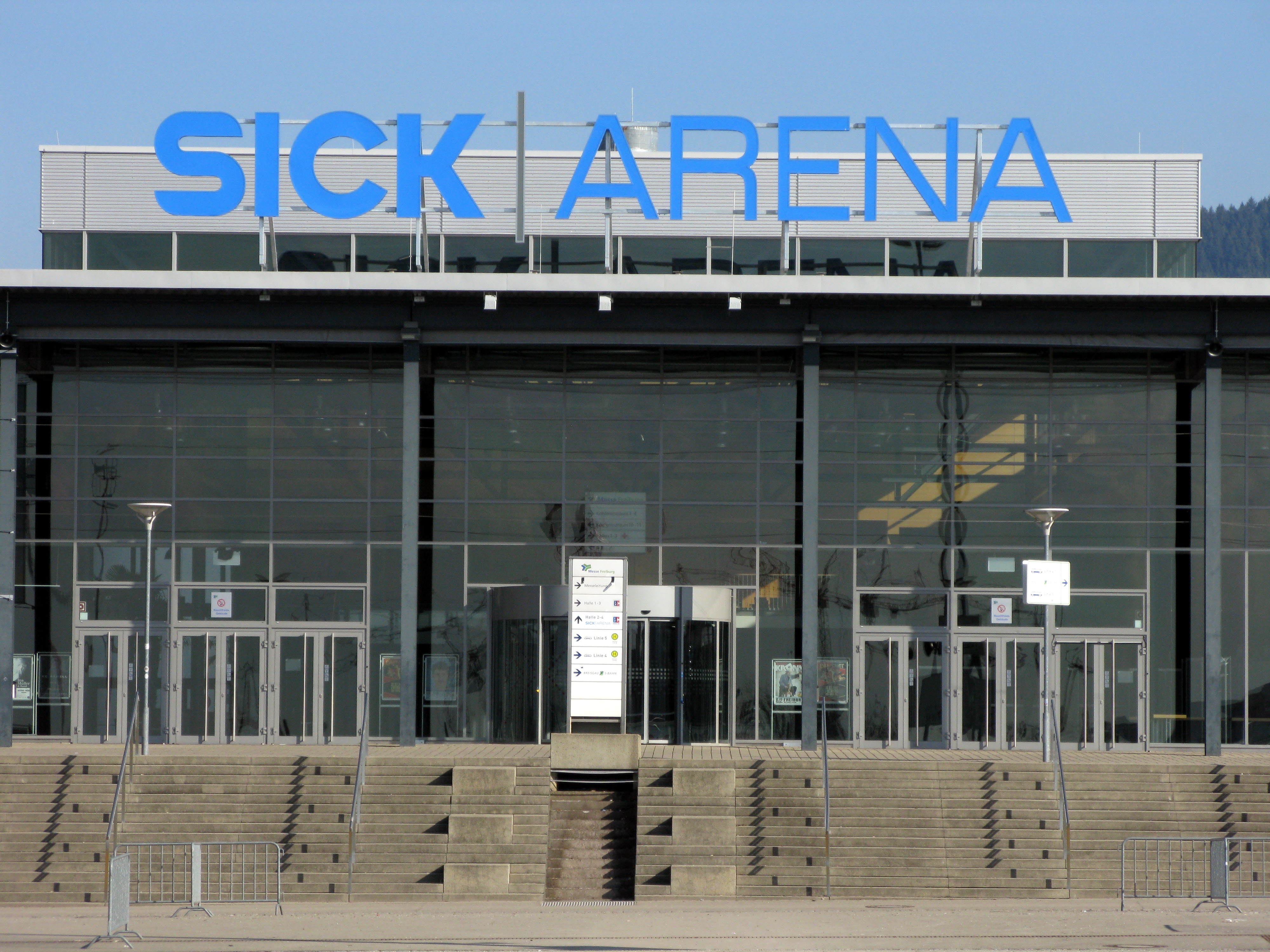
Sick-Arena

Märkte sind untrennbar mit der Freiburger Stadtgeschichte verbunden, schon die Stadtgründung im Jahr 1120 fällt mit dem Marktrecht, erteilt durch Konrad von Zähringen, zusammen, der erste Jahrmarkt wurde 1379 durch König Wenzel von Prag gestattet, Freiburg wurde in der Folge mehrmals im Jahr zum internationalen Handelsplatz. Der Münsterplatz, später auch der Stühlinger Kirchplatz als Ort für Vergnügungsmessen, waren wichtige Zentren. Zwischen 1885 und 1914 fanden auf der Freiburger Frühjahrs- und Herbstmesse mindestens sechs Völkerschauen statt, auf denen Menschen aus Afrika und dem heutigen Sri Lanka zur Schau gestellt wurden, eine damals nicht unübliche Veranstaltung auf Messen. 1929 wurde im Osten der Stadt der heutige Alte Messplatz eingeweiht, der zuvor für sportliche Zwecke genutzt worden war. Östlich davon wurde 1954 an der Schwarzwaldstraße die Stadthalle nach einem Entwurf von Albert Maria Lehr errichtet. In den fünf Jahrzehnten ihrer Nutzung fanden hier Kongresse, sportliche und gesellschaftliche Veranstaltungen, Festlichkeiten, Konzerte, Ausstellungen und Messen statt. Nach Nutzung als provisorische Universitätsbibliothek von Herbst 2008 bis zur Fertigstellung der neuen UB im Juli 2015, diente sie Ende 2015 für einige Zeit als Notunterkunft für Flüchtlinge. Die Halle steht mittlerweile unter Denkmalschutz.
Der Umzug der Messe in den Norden der Stadt wurde Mitte der Neunziger beschlossen: Der erste Bauabschnitt mit seinen drei Messehallen und insgesamt 18.500 m² Nutz- und Servicefläche wurde in knapp eineinhalb Jahren realisiert und am 17. Januar 2000, drei Jahre nach dem entsprechenden Gemeinderatsbeschluss, in Betrieb genommen. Durch die Verlegung der Messe entstand auch auf dem „Alten Messplatz“ eine Bebauungsfläche. Diese bereichert nun die umliegenden Stadtteile Wiehre, Oberau, Waldsee und Littenweiler um 180 neue Wohneinheiten und ein Einkaufszentrum (Zentrum Oberwiehre).
Im Herbst 1999 fand auf dem neuen Freigelände das erste Volksfest, die Freiburger Herbstmess, statt. Durch die Investition von rund 75 Millionen Euro hatte Freiburg viermal so viel Messefläche zur Verfügung wie bisher. Mit bis zu 10.000 Zuschauern konnten nun in Halle 2 kulturelle Veranstaltungen durchgeführt werden. Am 25. März 2003 beschloss der Freiburger Gemeinderat den Bau einer vierten Halle. Im November 2004 war der Baubeginn. Das Land unterstützte den zweiten Bauabschnitt der Messe mit einem Zuschuss von 2,9 Mio. Euro aus dem Förderprogramm für Messeinvestitionen. Insgesamt lag die Investitionssumme für die vierte Halle bei rund 22,9 Mio. Euro, die überwiegend bei regionalen Unternehmen ausgegeben wurden. Der Bau der ersten drei Messehallen und die anschließende vierte mit der Foyererweiterung waren ein prämierter Entwurf und die Realisierung des Freiburger Architekten Detlef Sacker. Der erste Namenssponsor war die Badische Staatsbrauerei Rothaus und so hieß die Halle bis 2016 Rothaus-Arena. Im Januar 2017 wurde sie für die nächsten zehn Jahre in Sick-Arena umbenannt.
Als erster Popstar trat am 8. Oktober 2006 hier die Sängerin Pink vor 4500 Zuschauern auf. Für das Konzert wurde die sonst 9000 Personen fassende Rothaus-Arena über einen Vorhang auf ca. 5000 Plätze begrenzt. Die neue Halle wurde zum Start der internationalen Fachmesse „Intersolar“ 2006 eingeweiht.
Am Investitionsvolumen für den ersten Bauabschnitt des Messebaus sowie den nötigen Straßen- und ÖPNV-Anbindungen und sämtlichen weiteren Kosten war die Badische Staatsbrauerei Rothaus mit rund 12,5 Millionen Euro beteiligt, runde 4 Mio. Euro kamen direkt vom Land Baden-Württemberg, 7 Mio. flossen aus Grundstücksverkäufen der Stadt ans Land für die Erweiterung der Universität in die Stadtkasse, mehr als 10,5 Mio. Euro leistete die Stadt als Einlage in die Messe-Objektträgergesellschaft. Die Vermarktung des alten Messplatzes im Osten der Stadt, wo ein Stadtteil und ein Einkaufszentrum entstanden, erbrachte knappe 12 Mio. Euro. Für die äußere Erschließung der Messe und den Abbruch der alten Messehallen am alten Standort brachte die Stadt mehr als 9 Mio. Euro ein, Bund und Land waren mit rund 10 Mio. Euro beteiligt. Beim Bau wurden seinerzeit alle Termin- und Kostenpläne eingehalten.
Die damals avisierte Verdopplung des Messeumsatzes auf sechs Millionen Euro bis 2010 wurde 2007 mit über 7,9 Millionen Euro, im Jahr 2010 mit 15 Mio. Euro überschritten. Die Umwegrentabilität für die Freiburger Wirtschaft, den Handel und die Gastronomie, die sich aus dem Messewesen ergibt, hat sich in dieser Zeit auf über 60 Millionen Euro im Jahr verdreifacht. Zu den größten Veranstaltungen der letzten zehn Jahre gehörten das Gastspiel der Tour de France im Jahr 2000, ein Herbert-Grönemeyer-Open-Air-Konzert mit 54.000 Besuchern, der Besuch des 14. Dalai Lama sowie Fernsehshows (Wetten, dass..?, Verstehen Sie Spaß?, Musikantenstadl, …) und die Weltmeisterschaften im Hallenradsport 2005 und im Rollkunstlauf. Die Zahl der Belegungstage stieg zwischen 2005 und 2007 von rund 220 auf rund 330 an.
Im Rahmen des Papstbesuches in Deutschland 2011 feierte Benedikt XVI. am 24. September 2011 zusammen mit 28.000 Jugendlichen eine Gebetsvigil auf dem Messegelände in Freiburg.

## Lage, Verkehr und Infrastruktur

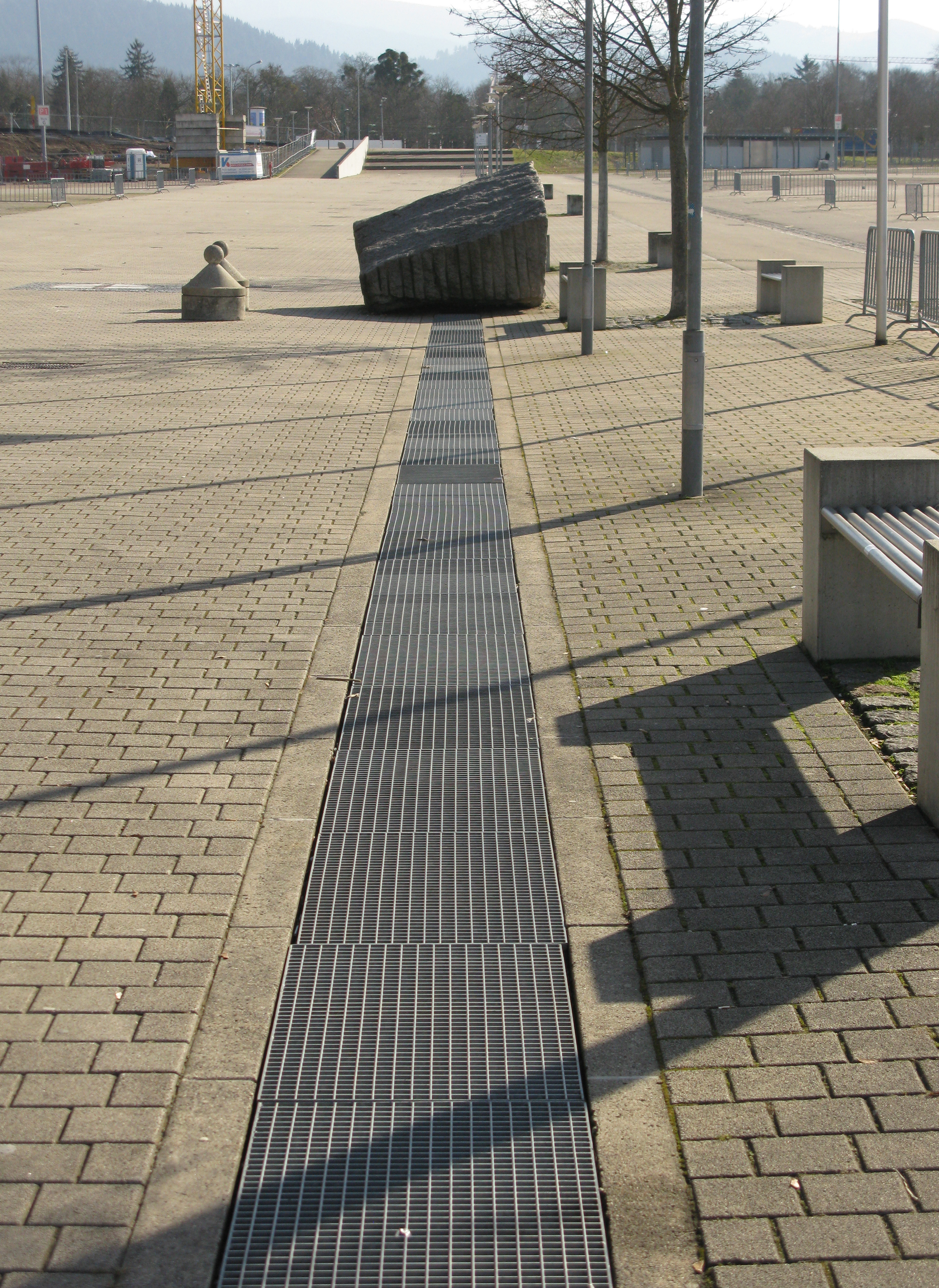
Abgedecktes Bächle an der Messe

Die Messe Freiburg befindet sich 2,5 km nordwestlich der Freiburger Altstadt und in unmittelbarer Nähe zum Flugplatz, dem Güterbahnhof von Freiburg sowie Teilen der Universität, der Uniklinik und des Industriegebiets Nord. Sie ist über den Haltepunkt Freiburg Messe/Universität an die Breisgau-S-Bahn (Breisacher Bahn) angebunden. Hinzu kommt seit Dezember 2015 die Linie 4 der Stadtbahn Freiburg. Ende 2020 wurde diese Linie um zwei weitere Halte bis zur Sick-Arena erweitert.
Für den Radverkehr ist das Gelände von der Innenstadt aus über den FR 3 und die Kaiserstuhlstraße erreichbar, von Süden aus über die Berliner Allee. Der Abschnitt entlang der Messe ist dabei mit Solarmodulen überdacht. Der Radschnellweg nach Breisach entlang der Breisacher Bahn soll über eine neue Radverkehrsbrücke über die Güterbahn vom Hauptbahnhof direkt an der Messe vorbei verlaufen. Mit den Stationen Messe Freiburg und Madisonallee/Technische Fakultät bestehen zwei Stationen des Fahrradverleihsystems Frelo in unmittelbarer Nähe der Messe.
Für Besucher mit PKW stehen 4.000 Parkplätze zur Verfügung.
Die Messe Freiburg verfügt im Januar 2011 laut eigenen Angaben über vier Hallen mit einer Fläche zwischen 2.400 m² und 4.800 m² mit einer Gesamtfläche von 21.500 m². Dazu kommen 11 Konferenzräume für bis zu 420 Personen, 14 mietbare Büros und Serviceräume und ein rund 80.000 m² großes Freigelände, das für Volksfeste, Open-Air-Konzerte und Messeveranstaltungen genutzt wird, sowie als Parkraum zur Verfügung steht. Drei Kioske und ein Restaurant stehen in der Gastronomie bereit. Messehalle 4 verfügt als Event- und Konzerthalle über verschiedene räumliche Gestaltungsmöglichkeiten und eine variable Tribünenkonstruktion. Für Konzerte stehen in der Halle vier maximal 9.000 Stehplätze zur Verfügung.
Auf dem 6.500 Quadratmeter großen Flachdach der Messehalle 4 hat das Unternehmen Goldbeck Solar GmbH 2006 laut eigenen Angaben eine Photovoltaikanlage mit einer Leistung von 254 Kilowatt-Peak (kWp) installiert. Deren 1.210 Module sollen jährlich etwa 235.000 Kilowattstunden regenerativ gewonnenen Strom erzeugen. Zusammen mit dem Solardach auf dem ersten Bauabschnitt der Messe Freiburg, gebaut von S.A.G. Solarstrom in Freiburg, sind auf dem Messedach damit rund 650 kWp Stromerzeugung möglich.
In Fortführung Freiburger Traditionen wurden Pflastermosaiken sowie ein Bächle angelegt. Letzteres ist inzwischen trocken und mit Gittern abgedeckt.

## Betreiber
Betreiber der Messe ist die Freiburg Wirtschaft Touristik und Messe GmbH & Co. KG (FWTM), die zu 100 Prozent der Stadt Freiburg gehört. Sie entstand 2005 aus der Fusion der Messe Freiburg und der Freiburg Wirtschaft & Touristik GmbH & Co. KG (FWT). Neben der Messe betreibt die FWTM in Freiburg auch das Konzerthaus Freiburg und verschiedene weitere Veranstaltungsstätten sowie die Wirtschafts- und Tourismusförderung. Geschäftsführerin der FWTM ist seit der Auflösung des Vertrages von Daniel Strowitzki im Jahr 2023 alleinig Hanna Böhme, ab März 2025 gemeinsam mit Jens Mohrmann. Aufsichtsratschef ist Freiburgs Oberbürgermeister Martin Horn.

## Veranstaltungen

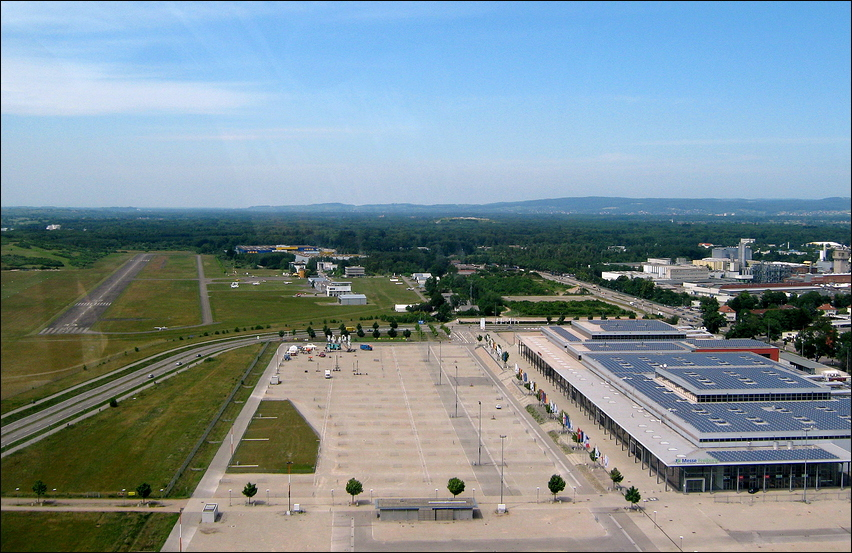
Die neue Messe und der Flughafen aus der Luft

Zu den Messen und Veranstaltungen der Messe Freiburg kommen jährlich rund 400.000 Besucher. Zwischen 2002 und 2008 stiegen die jährlichen Veranstaltungen von 72 auf über 100.
Einer der Pfeiler des wirtschaftlichen Erfolgs war von Anfang an die Fachmesse Intersolar, die im Jahr 2000 dank der neu geschaffenen Infrastruktur von Pforzheim nach Freiburg wechselte, bis sie aufgrund wachsender Größe unter Federführung der FWTM und ihres Partners Solar Promotion nach München abwanderte, wo sie heute noch von Freiburg aus organisiert wird. Mittlerweile ist die FWTM mit der Intersolar in den USA und in Indien vertreten und die Messe erwirtschaftet mehr als die Hälfte der Umsätze der Messe Freiburg. Neben der Intersolar fand bis 2016 alle vier Jahre die internationale Fachmesse Interbrush als Weltleitmesse der Bürsten- und Pinselindustrie in Freiburg statt. 2020 wurde sie zunächst auf 2024 verschoben und dann 2022 eingestellt.
Der Ausstellungs- und Messe-Ausschuss der Deutschen Wirtschaft (AUMA) attestiert der Messe Freiburg eine nationale Bedeutung und eine internationale Ausstrahlung, die über das direkte Einzugsgebiet im Dreiländereck mit seinen knapp drei Millionen Menschen weit hinausreicht.
Im Bereich der Eigenveranstaltungen setzt die Messe bei den Verbrauchermessen zunehmend auf Special-Interest-Messen wie die Genießermesse Plaza Culinaria, die Internationale Kulturbörse, die Bau- und Sanierungsmesse Gebäude Energie Technik oder die Immobilienmesse IMMO. Dazu kommen im Bereich der Verbrauchermessen die traditionelle Baden-Messe, die CFT – Camping, Freizeit und Touristik, die Automobil, die Modellbau sowie zwei Gebrauchtwagenschauen und zahlreiche Gastmessen. Zweimal jährlich findet auf dem Freigelände die Freiburger Mess als größtes Volksfest der Region mit bis zu 170.000 Besuchern statt. Im Frühjahr dient das Messegelände als Start- und Zielbereich für den Freiburg-Marathon. Dazu kommen verschiedene Märkte, Zirkusse sowie Kongresse.